# Saviour of the Soul 2
Pour plus de détails, voir Fiche technique et Distribution.
Saviour of the Soul 2 (九二神鵰之痴心情長劍, Jiu er shen diao zhi: Chi xin qing chang jian) est un film d'arts martiaux hongkongais réalisé par Corey Yuen et David Lai et sorti en 1992 à Hong Kong.
Malgré son titre, ce n'est pas la suite de Saviour of the Soul (1991), et bien qu'il partage le même titre chinois que le roman Le Retour du héros chasseur d’aigles (en) de Louis Cha, il n'a aucun rapport avec lui.
Il totalise 13 972 114 HK$ au box-office.

## Synopsis
Ching-yan (Andy Lau) rêve depuis 28 ans de la même belle femme tous les soirs et jure de la trouver un jour. Il se rend ainsi dans une montagne enneigée à sa recherche avec son filleul et un médecin fou. Beaucoup de personnes s'y seraient aventurées à la recherche de la légendaire « Fille des glaces ». La femme aubergiste du refuge situé à la base de la montagne a le béguin pour Ching-yan et fait semblant d'être la jeune fille en question pour le séduire, mais Ching-yan ne la croit pas et insiste pour grimper dans la montagne à la recherche de la véritable jeune fille. En chemin, il rencontre le Roi-démon et le met en colère mais est finalement sauvé par la jeune fille des glaces (Rosamund Kwan). Ce faisant, elle vieillit de 200 ans au cours de la nuit, mais Ching-yan veut toujours l’épouser bien que le Roi-démon ne leur permette pas de partir. Finalement, l'aubergiste se sacrifie pour Ching-yan, ce qui lui permet d'affronter le Roi-démon dans une ultime bataille. Il en sort victorieux et rejoint enfin la femme de ses rêves.

## Fiche technique
- Titre original : 九二神鵰之痴心情長劍
- Titre international : Saviour of the Soul 2
- Réalisation : Corey Yuen et David Lai
- Scénario : John Chan et Kim Yip
- Photographie : Lee Tak-wai, Jimmy Leung, Tom Lau et Bill Wong
- Montage : Chun Yu
- Musique : Andrew Tuason
- Production : Jessica Chan
- Société de production : Teamwork Motion Pictures
- Société de distribution : Newport Entertainment
- Pays d'origine :  Hong Kong
- Langue originale : cantonais
- Format : couleur
- Genre : Arts martiaux
- Durée : 92 minutes
- Dates de sortie :
  -  Taïwan : 13 août 1992
  -  Hong Kong : 3 septembre 1992
  -  Japon : 20 novembre 1993

## Distribution
- Andy Lau : Ching-yan
- Rosamund Kwan : la fille des rêves
- Corey Yuen : le médecin
- Shirley Kwan (en) : Ruby
- Lai Chi-lam : Tim Chow Ha-chi
- Richard Ng : le Roi-démon
- Kim Won-jin
- Asuka Tamami : la joueuse
- Jack Wong
- Choi Hin-cheung
- Fan Chin-hung
- Tsim Siu-ling
- Kong Miu-deng
- Chan Sek
- Adam Chan
- Hon Ping